# Липинки (Бяльский повет)
Липинки (пол. Lipinki) — деревня в Бяльском повете Люблинского воеводства Польши. Входит в состав гмины Соснувка. По данным переписи 2011 года, в деревне проживал 191 человек.

## География
Деревня расположена на востоке Польши, на расстоянии приблизительно 33 километров к юго-востоку от города Бяла-Подляска, административного центра повета. Абсолютная высота — 157 метров над уровнем моря. К северу от населённого пункта проходит национальная автодорога 63.

## История
В конце XVIII века входила в состав Брестского повета Берестейского воеводства Великого княжества Литовского.
Согласно «Справочной книжке Седлецкой губернии на 1875 год» деревня входила в состав гмины Романов Влодавского уезда Седлецкой губернии.
В период с 1975 по 1998 годы деревня входила в состав Бяльскоподляского воеводства.

## Население
Демографическая структура по состоянию на 31 марта 2011 года:
|         | Всего | До трудоспособного возраста | Трудоспособного возраста | Старше трудоспособного возраста |
| ------- | ----- | --------------------------- | ------------------------ | ------------------------------- |
| Мужчины | 90    | 10                          | 63                       | 17                              |
| Женщины | 101   | 14                          | 51                       | 36                              |
| Всего   | 191   | 24                          | 114                      | 53                              |